# Trận Ajristan
Trận Ajristan diễn ra từ ngày 21 đến 23 tháng 8 năm 2008 khi cả trăm phiến quân Taliban tấn công vào quận Ajristan, nằm cách Kabul chừng 200 cây số về phía Tây Nam.
Taliban chiếm giữ quận Ajristan trong 3 ngày. Ajristan là một trong những huyện xa xôi của tỉnh Ghazni giáp ranh với tỉnh Daykundi. Đến thứ Tư, ngày 23 tháng 8, Lực lượng Trợ giúp An ninh Quốc tế và quân chính phủ Afghanistan mở cuộc hành quân phối hợp tái chiếm nơi này, bắn hạ khoảng từ 15 đến 55 phiến quân và làm bị thương khoảng 20 phiến quân. Quận Ajristan sau đó nằm dưới quyền kiểm soát của chính phủ Afghanistan.